# Phygadeuon filipendulae
Phygadeuon filipendulae är en stekelart som beskrevs av Horstmann 1986. Phygadeuon filipendulae ingår i släktet Phygadeuon och familjen brokparasitsteklar. Inga underarter finns listade i Catalogue of Life.